# Brassó-vidék
Brassó-vidék egykori közigazgatási terület Erdélyben, 1795-ben a szászok földjének egy vidéke, Brassó székhellyel. 1870-ben 1796 km² területen, 83 900 lakossal. Az 1876. évi XXXVI. törvénycikk Brassó városával Brassó vármegyévé egyesítette.

## Fekvése
A Barcasági-medence délnyugati részén, az Olt, a Brassói-havasok, Fehér vármegye, Sepsiszék, Havasalföld és a Fogarasföld közötti területen feküdt, központja Brassó volt.

## Története
Nevét először 1252-ben említette oklevél, majd 1309-ben a Brassó-vidéki dékán küldöttét említették, aki eljutott az esztergomi érsekhez. 1331-ben pedig neve in districtu de Brassou néven szerepelt az oklevelekben.
Brassó-vidék kialakulása arra a területre esik, amelyet a 13. század első felében Barca földnek (Barcaság) neveztek és nagyjából arra a területre esik, amelyet az Olt déli kanyarulata körül az Erdélyi Havasok zárnak be.
A Barcaság kedvező földrajzi fekvésénél fogva a népvándorlás kor népeinek átjáró útja volt. A magyarság megtelepedése után az Erdélyi medencét délkelet felé elzáró almágyi és miklósvári gyepükön túl fekvő terület hosszú ideig gyepüelve maradt és közigazgatásilag kezdetben Erdélyi Fehér vármegye ispánja alá tartozott.
A terület legrégibb nem német helynévanyagában - az ismeretlen eredetű Olt és a magyar eredetű Feketeügy névtől eltekintve - Magyarországon is előforduló és törökből magyarázható helynevek találhatók, melyből következtetve első megtelepülői a magyarsághoz csatlakozó török etnikumú határvédő népelemek voltak. Állandó jellegű települések a 13. század kezdetéig a nomád besenyők, úzok, kunok ismétlődő betöréseiig a területen nem alakulhattak ki.
Az egykori Brassó-vidék területén a honfoglalás után gyepűelve szórványos szláv településeinek török eredetűnek tartott helynevei szerint (Borsa, Brassó, Magyarkő, Tatrang, Zajzon) magyarok és a hozzájuk csatlakozott határvédő besenyők laktak.
1211-ben  király a Barcaságot a Német Lovagrendnek adományozta, és a nekik nyújtott kiváltságok ellenében határvédelemre és a Havasalföldön élő kunok térítésére kötelezve őket.  Ekkor meghatározta azt is, hogy az esetleg itt talált arany, ezüst felerészben a királyt, fele részben a lovagokat illesse. Ezenkívül szabad vásárokat engedélyezett nekik, megengedve, hogy ők szedhessék a vásárvámot és megengedve nekik, hogy az ország védelmére a kunok ellen favárakat és városokat építsenek, mentesítette őket a vajda megszállása és a királyi adók fizetése alól és megengedte, hogy maguk válasszanak bírót és egyedül a király bíráskodásának legyenek alávetve.
Kijelölte Barca-föld határait is: Halmágy-vár, Noilgaint -(Galt-Ugra) vár és Miklósvár gyepűi az Oltig. E várak gyepűi nem az Olt közvetlen közelében, hanem a Fogarasföldet és a Barcaságot elválasztó hegység átjáróin voltak, így a határ az Oltig a hegység volt. A határ Miklósvár gyepűitől az Olton futott a Tatrang torkolatáig, s a Tatrangon  fel, annak forrásáig. Dél felé pedig a Havasok határolták a Barca forrásái, s Almágy határáig, vagyis határai nagyjából megegyeztek a Szászföldhöz tartozó Brassóvidék 1876-ig fennálló határaival. E német lovagok emelték később Kreuzburg, Feketehalom és a Törcsvári-szoros havasalföldi felén levő várat, és talán Marienburgot is, majd kiszélesítették Brassó-vidék határát, német telepeseket telepítettek ide, és önálló pénzt is verettek.
1223-1224 között III. Honoriusz pápa kivette őket az erdélyi prépostság joghatósága alól, ami jogalapot teremthetett az önálló állam alapítására, amiért 1225-ben II. András kiűzte őket az országból.
1234-ben Brassó-vidék már a kun prépostsághoz tartozott, 1241-1242 után pedig az addigi központ és vásároshely, Földvár szerepét is Brassó vette át.
1265-ben IV. Béla király a pártütő István ifjú királyt ide, Feketehalom várába szorította vissza.
1285-ben ismét a tatárok törtek a területre, majd Barcaság a székelyek grófjának fennhatósága alá került, akinek képviseletét a Brassóban székelő alispán látta el.
1288-ban a Barca ispánság területén (comitatus de Burcia); Nyén, Bodola környékén székelyek, a síkságon szászok, Oláhtelek, Tohán körül pedig vlachok éltek.
Brassó és a környező szász falvak gerébjei szabadulni akartak a székely ispán hatósága alól, 1331-ben Brassó-vidék már districtus, e jogi elnevezése megmaradt egészen 1876-ig.
1335-ig 14 helységét és várát említették. 1353-ban I. Lajos király is megerősítette Brassó jogait, 1377-ben felépült Törcsvár is. A Brassó-vidék peremvidékéhez tartozó Törcs és Höltövény királyi váruradalmak Fehér vármegye részei maradtak.
Brassó-vidék új közigazgatási és jogi egysége 5 városból, illetve mezővárosi központból álló bírói székből állt, élükön bíróval és a hozzájuk tartozó falvak élén álló folnaggyal. Az 5 szék joghatósága Brassó város tanácsa volt, élén a főbíró (iudex primatus, Stadtrichter) állt, aki a székely ispán alá tartozott. Ezek:
- Brassószék: Botfalu, Szászhermány, Szentpéter, Vidombák
- Feketehalomszék
- Földvárszék: Höltövény, Szászmagyarós, Szászveresmart
- Prázsmárszék
- Rozsnyószék: Keresztényfalva, Szászvolkány

1485-ben Hunyadi Mátyás király a szebeni szászok II. Andrástól kapott kiváltságait Brassó-vidékre is kiterjesztette, ezzel mentesítette őket a székely ispán főségétől, és ezzel Brassó-vidék bekerülve a szebeni királybíró hatósága alá, teljes jogú tagja lett a szász universitasnak.
Később a török betörések ismétlődései miatt (1421, 1438, 1508) épült ki Brassó erődrendszere, a falvak pedig templomaikat erősítették meg, vették körül fallal. 1542 után pedig Brassó-vidék szász lakossága az evangélikus vallást vette fel.
1603-ban IX. Radu havasalföldi fejedelem Brassó mellett győzte le Székely Mózes csapatát, 1612-ben pedig Báthory Gábor Földvárnál verte le Weiss Mihály brassói bíró seregét.
1690-ben Thököly Imre Zernestnél győzte le Heister császári tábornokot, 1705-ben pedig székely kurucok foglalták el.
1718-1720 között egy nagy pestisjárványban 17 458 ember halt meg itt, az ezáltal elnéptelenedett vidékekre rumének telepedtek le.
1784-1790 között II. József közigazgatási reformja által Háromszék vármegyéhez került.
1848-1849-ben, a szabadságharc alatt Brassó-vidék szász és román lakossága a Habsburgokat támogatta, 1848-ban kifosztották a magyarok által lakott Hétfalut.
1849-ben Czetz János honvédei Feketehalomnál legyőzték, és a Tömösi-szorosig űzték az orosz és osztrák csapatokat, március 19-én Brassóba Bem József serege vonult be. A Tömösi-szorost védő Kiss Sándor azonban a Lüders tábornagy vezetésével támadó cári hadat nem tudta feltartóztatni.
A kiegyezés után, 1876-ban Brassó-vidéket a XXXIII. törvénycikk alapján Brassó székhellyel Brassó vármegyévé szervezték.